# Teorema de Pickands-Balkema-de Haan
El teorema de Pickands-Balkema-De Haan, frecuentemente denominado segundo teorema de la teoría de valores extremos, proporciona la distribución asintótica de la cola de una variable aleatoria, cuando se desconoce su verdadera distribución. A menudo se le llama el segundo teorema en la teoría de valores extremos. A diferencia del primer teorema (el teorema de Fisher-Tippett-Gnedenko), que se refiere al máximo de una muestra, el teorema de Pickands-Balkema-De Haan describe los valores por encima de un umbral.
El teorema debe su nombre a los matemáticos James Pickands, Guus Balkema y Laurens de Haan.

## Función de distribución condicional del exceso
Para una función de distribución desconocida {\displaystyle F} de una variable aleatoria {\displaystyle X}, el teorema de Pickands-Balkema-De Haan describe la función de distribución condicional {\displaystyle F_{u}} de la variable {\displaystyle X} por encima de un cierto umbral {\displaystyle u}. Esta es la llamada función de distribución condicional del exceso de distribución, definida como

{\displaystyle F_{u}(y)=\mathbb {P} (X-u\leq y|X>u)={\frac {F(u+y)-F(u)}{1-F(u)}}}

para {\displaystyle 0\leq y\leq x_{F}-u}, donde {\displaystyle x_{F}} es el extremo derecho finito o infinito de la distribución subyacente {\displaystyle F}. La función {\displaystyle F_{u}} describe la distribución del valor excedente sobre un umbral {\displaystyle u}, dado que se supera el umbral.

## Enunciado
Sea {\displaystyle F_{u}} la función de distribución condicional del exceso. Pickands, Balkema y De Haan  planteó que para una gran clase de funciones de distribución subyacentes {\displaystyle F},  y grandes {\displaystyle u}, {\displaystyle F_{u}} se aproxima bien por la distribución generalizada de Pareto, en el siguiente sentido. Supongamos que existen funciones {\displaystyle a(u),b(u)}, con {\displaystyle a(u)>0} tales que {\displaystyle F_{u}(a(u)y+b(u))} como {\displaystyle u\rightarrow \infty } convergen a una distribución no degenerada,  entonces dicho límite es igual a la distribución generalizada de Pareto:

{\displaystyle F_{u}(a(u)y+b(u))\rightarrow G_{k,\sigma }(y),{\text{ as }}u\rightarrow \infty }

Dónde
- {\displaystyle G_{K,\sigma }(Y)=1-(1+ky/\sigma )^{-1/k}}, si {\displaystyle K\neq 0}
- {\displaystyle G_{K,\sigma }(Y)=1-e^{-y/\sigma }}, si {\displaystyle K=0.}

Aquí σ   >  0, y y  ≥  0 cuando k  ≥  0 y 0  ≤  y  ≤  &menos; σ /k cuando k  < 0. Estos casos especiales también se conocen como:
- Distribución exponencial con media {\displaystyle \sigma }, if k =  0,

- Distribución uniforme en {\displaystyle [0,\sigma ]}, si k = -1,

- Distribución de Pareto, si k  > 0.

La clase de funciones de distribución subyacentes {\displaystyle F} están relacionadas con la clase de las funciones de distribución {\displaystyle F} satisfacen el teorema de Fisher-Tippett-Gnedenko.
Dado que un caso especial de la distribución generalizada de Pareto es una ley de potencias, el teorema de Pickands-Balkema-De Haan se utiliza a veces para justificar el uso de una ley de potencias para modelar eventos extremos.
El teorema se ha extendido para incluir una gama más amplia de distribuciones. Mientras que las versiones extendidas cubren, por ejemplo, las distribuciones normal y log-normal, las distribuciones siguen siendo continuas existen que no están cubiertos.